# 鉄鋼闘機ガイラ
『鉄鋼闘機ガイラ』（てっこうとうきガイラ）は、上山道郎の漫画作品。『月刊コロコロコミック』1996年3月号から12月号にかけて連載された。小学館てんとう虫コミックスから全2巻が刊行されている。

## あらすじ
舞台は近未来（2036年）。決闘機（デュエルギア）と呼ばれる全高6m超の有人ロボット同士による格闘技「ストライキング」が世界的な人気を博していた。
その頂点に立つカイザーと彼のデュエルギア・ジークフリートを打ち倒すべく、新たな戦士がデビューした。ハンスが設計し、コウが駆る“炎の鬼神”ガイラである。
チーム“紅緋竜”（クリムゾンドラゴン）としてリーグ戦を順調に勝ち上がるコウとガイラ。
コウとハンスには王者カイザー打倒を目指す理由があった。カイザーには傭兵をしていた過去があり、コウとハンスの両親が勤める野戦病院をミサイルで爆破した張本人だったのである。
カイザーへの挑戦権を賭けたオープンリーグ戦「女神杯」に出場したチーム“紅緋竜”だったが、コウとガイラの前に、強敵・十六夜陣と“暗黒の怪鳥”鴉が立ちはだかった。

## 主要登場人物
早乙女紅（さおとめ こう）
ガイラのストライカー（操縦者）。羅漢金剛拳の使い手。16歳。
父・蒼（そう）、母・藍（あい）は戦場を取材する報道カメラマンだったが、10年前に赤十字キャンプの攻撃により死亡。
正樹・ハンス・竜童寺（まさき・はんす・りゅうどうじ）
ガイラの設計者でチーム“紅緋竜”の監督であり、竜童寺財閥の後継者。紅の親友。16歳。14歳で大学を卒業している。
父・アルベルト、母・フロスヒルデは国際赤十字に所属する医師だったが、10年前に赤十字キャンプの攻撃により死亡。
サイモン・ジェイムスン
チーム“紅緋竜”のチーフメカニック。サイボーグ。
ターキー・多々見（たーきー・ただみ）
チーム“M・O・C”のストライカー。紅のデビュー戦の対戦相手。マイクパフォーマンスが得意。
石野大丸（いしの だいまる）
チーム“M・O・C”の監督。
ライユー・マン
世界ランキング2位のストライカー。勝率は9割以上。
アイルトン・ジーニョ
ライユー・マンのチームの監督。元ストライカーで、カイザーの前の王者。「超音速拳（ハイパーソニックナックル）・カマンダス」というデュエルギアを使っていた。
掌鈴閃（チャン リンシャン）
チーム“上海闘技団”所属。白虎のストライカー。八卦掌の使い手。
ジュン・ファン
チーム“上海闘技団”の監督。
十六夜陣（いざよい じん）
チーム“朧”所属。鴉のストライカー。十六夜流忍術の使い手。
キャシー・ウォズニアック
ハンスの大学時代の友人。ガイラの運動制御プログラムの開発者。プログラムを記録させたアーカイブというロボット犬と共に行動する。
ソンディー・ラタナコン
ストライカー。元世界ムエタイウェルター級チャンピオン。
ジークムント・カイザー
240戦無敗を誇るストライキングの世界リーグ王者。紅とハンスの両親の仇。元傭兵で、10年前に赤十字キャンプをミサイルで攻撃し、100人を越える犠牲者を出した。その件は裁判において作戦情報の誤りによる事故として処理された。
紅との戦いは描かれないまま連載が終了している。

## 主要メカニック
鎧羅（ガイラ）
紅の乗るデュエルギア。二つ名は“炎の鬼神”。全高6.83m、重量7.26t。竜童寺重工が技術の粋を集めた新世代のデュエルギア。
白虎（パイフー）
掌鈴閃の乗るデュエルギア。二つ名は“上海の霊獣”。
鴉（からす）
十六夜陣の乗るデュエルギア。二つ名は“暗黒の怪鳥”。重力遮断フィールド発生装置を搭載し、驚異的な機動力を誇る。
ジークフリート
カイザーの乗るデュエルギア。聖剣「ノートゥング」を用いる。
タイタンII
軍用の無人戦術機（コマンドギア）。
グルーバー
ターキー・多々見のデュエルギア。全高10.1m、重量26.4t。
バイロン
ライユー・マンのデュエルギア。超音速で拳を繰り出す「パイルスマッシュ」を得意とする。
ギャラクシー
ソンディー・ラタナコンのデュエルギア。二つ名は“褐色の豹”。
サラスヴァティー、ラクシュミィ、ガンガー
ストライキングの審判を行う、コンピューター端末「審判の女神」。世界中すべてのストライキング公式戦において、試合進行、判定、機体やチームの審査、認定などを統括して行う。女神の姿は立体映像であるが、それが乗る台座は実体で、攻撃を防ぐ音波防壁（ソニックバリア）や、電撃を放つ神罰雷（パニッシャー）を発生させることができる。
サラスヴァティー：「美と幸福の女神」。キーカラーは赤。本体はアメリカに設置されている。
ラクシュミィ：「愛と創造の女神」。キーカラーは黄。本体はギリシャに設置されている。
ガンガー：「知恵と母性の女神」。キーカラーは青。本体はインドに設置されている。